# العلاقات البوسنية الإيرانية
العلاقات البوسنية الإيرانية هي العلاقات الثنائية التي تجمع بين البوسنة والهرسك وإيران.

## مقارنة بين البلدين
هذه مقارنة عامة ومرجعية للدولتين:
| وجه المقارنة                                              | البوسنة والهرسك                                             | إيران                    |
| --------------------------------------------------------- | ----------------------------------------------------------- | ------------------------ |
| المساحة (كم2)                                             | 51.20 ألف                                                   | 1.65 مليون               |
| عدد السكان (نسمة)                                         | 3.51 مليون                                                  | 79.97 مليون              |
| الكثافة السكانية (ن./كم²)                                 | 68.55                                                       | 48.47                    |
| العاصمة                                                   | سراييفو                                                     | طهران                    |
| اللغة الرسمية                                             | اللغة البوسنوية، اللغة الكرواتية، اللغة الصربية             | لغة فارسية               |
| العملة                                                    | مارك بوسني                                                  | ريال إيراني              |
| الناتج المحلي الإجمالي (بليون دولار)                      | 18.17 مليار                                                 | 439.51 مليار             |
| الناتج المحلي الإجمالي (تعادل القوة الشرائية) بليون دولار | 41.35 مليار                                                 | 1.36 تريليون             |
| الناتج المحلي الإجمالي الاسمي للفرد دولار أمريكي          | 4.25 ألف                                                    |                          |
| الناتج المحلي الإجمالي للفرد دولار أمريكي                 | 10.43 ألف                                                   |                          |
| مؤشر التنمية البشرية                                      | 0.733                                                       | 0.766                    |
| رمز المكالمات الدولي                                      | +387                                                        | +98                      |
| رمز الإنترنت                                              | .ba                                                         | .ir،                     |
| المنطقة الزمنية                                           | توقيت وسط أوروبا، ت ع م+01:00، ت ع م+02:00، أوروبا/سراييفو ‏ | ت ع م+03:30، توقيت إيران |

## مدن متوأمة
في ما يلي قائمة باتفاقيات التوأمة بين مدن بوسنية وإيرانية:
- ترتبط غورازده مع مراغة باتفاقية توأمة منذ 1 مارس 2002.

## منظمات دولية مشتركة
يشترك البلدان في عضوية مجموعة من المنظمات الدولية، منها:
| علم المنظمة | اسم المنظمة                        | تاريخ انضمام البوسنة والهرسك | تاريخ انضمام إيران |
| ----------- | ---------------------------------- | ---------------------------- | ------------------ |
|             | مؤسسة التنمية الدولية              | 25 فبراير 1993               | 10 أكتوبر 1960     |
|             | يونسكو                             | 2 يونيو 1993                 | 6 سبتمبر 1948      |
|             | وكالة ضمان الاستثمار متعدد الأطراف | 19 مارس 1993                 | 15 ديسمبر 2003     |
|             | الأمم المتحدة                      | 22 مايو 1992                 | 24 أكتوبر 1945     |
|             | الاتحاد البريدي العالمي            | ?                            | ?                  |
|             | البنك الدولي للإنشاء والتعمير      | 25 فبراير 1993               | 29 ديسمبر 1945     |
|             | منظمة حظر الأسلحة الكيميائية       | ?                            | ?                  |
|             | مؤسسة التمويل الدولية              | 25 فبراير 1993               | 28 ديسمبر 1956     |
|             | منظمة الشرطة الجنائية الدولية      | ?                            | ?                  |

## وصلات خارجية
- موقع وزارة الخارجية البوسنية
- موقع وزارة الخارجية الإيرانية